# Masayuki Suzuki (musicien)
Pour les articles homonymes, voir Masayuki Suzuki et Suzuki (homonymie).
Masayuki Suzuki (鈴木 政行, Suzuki Masayuki, né le 26 septembre 1972), surnommé Ampan, est un batteur de heavy metal japonais.
Après avoir joué avec de nombreux groupes dont The Everlasting, Saber Tiger (en), Negarobo, Hard Gear, Galatea, RDX, il devient le 13 mars 2009 le nouveau batteur du populaire groupe Loudness en remplacement de Munetaka Higuchi décédé fin 2008.